# Itchy (groupe)
Itchy est un groupe de punk rock allemand, originaire d'Eislingen/Fils. Fortement inspiré par des groupes de punk et emo tels que Blink-182, il connaît un relatif succès outre-Rhin et des produits dérivés (t-shirts, badges) sont disponibles à la vente. 

## Biographie

### Débuts (2000–2004)
Durant la première année, en 2000, les trois musiciens — Sibbi (Sebastian Hafner), Panzer (Daniel Friedl) et Saikov (Tobias Danne) — se limitent à jouer des reprises de chansons issues d'autres groupes comme Green Day et Metallica. En 2001, ils décident de changer de nom pour Itchy Poopzkid et écrivent leurs propres chansons. Dans les années qui suivent, ils jouent, entre autres, en ouverture de concerts pour Donots, Yellowcard, +44, boysetsfire et The Bouncing Souls, et sont invités à plusieurs festivals de musique.  Hafner et Friedl échangeaient à tour de rôle leurs instruments pendant les concerts. Ils enregistrent et publient deux EP-démos Two Thumbs Down (2001) et … Having a Time! (2003), et un premier album live, Fuck-Ups … Live! (Eigenregie), en 2004.

### Premiers albums (2005–2009)
Itchy Poopzkid signe un contrat avec le label Where Are My Records, et y publie son premier album, Heart to Believe, à la fin de 2005,. Ils tournent une vidéo pour la chanson de l'album Say No!, qui n'a jamais été sorti en single. Elle est uniquement publiée en téléchargement payant sur leur site web. En soutien, ils partent en tournée avec +44 en Allemagne.
Dix-huit mois plus tard, au printemps 2007, leur deuxième album, Time to Ignite, est publié. Le premier single de l'album, Silence is Killing Me, atteint les classements allemands, une première pour Itchy Poopzkid. Le celip de la chanson est diffusé sur la chaîne MTV. Itchy Poopzkid remporte le Band Trip de MTV en 2007 face au groupe Madsen. Ils sont également autorisés à faire un spectacle en direct aux MTV European Music Awards à Munich. Avec Sum 41, ils tournent également en Allemagne. Cependant, en 2008, Itchy Poopzkid joue que très peu de concerts et se consacre principalement à l'écriture de chansons pour un troisième album. 
Leur troisième album, Dead Serious, est publié le 23 janvier 2009, et plus tard réédité en version vinyle. En février 2009, il tournent en Allemagne, en Autriche, et en Suisse. Le 24 septembre 2009, Itchy Poopzkid joue en Angleterre, et le 25 novembre 2009 fait une tournée européenne.

### Lights Out London(2010–2013)

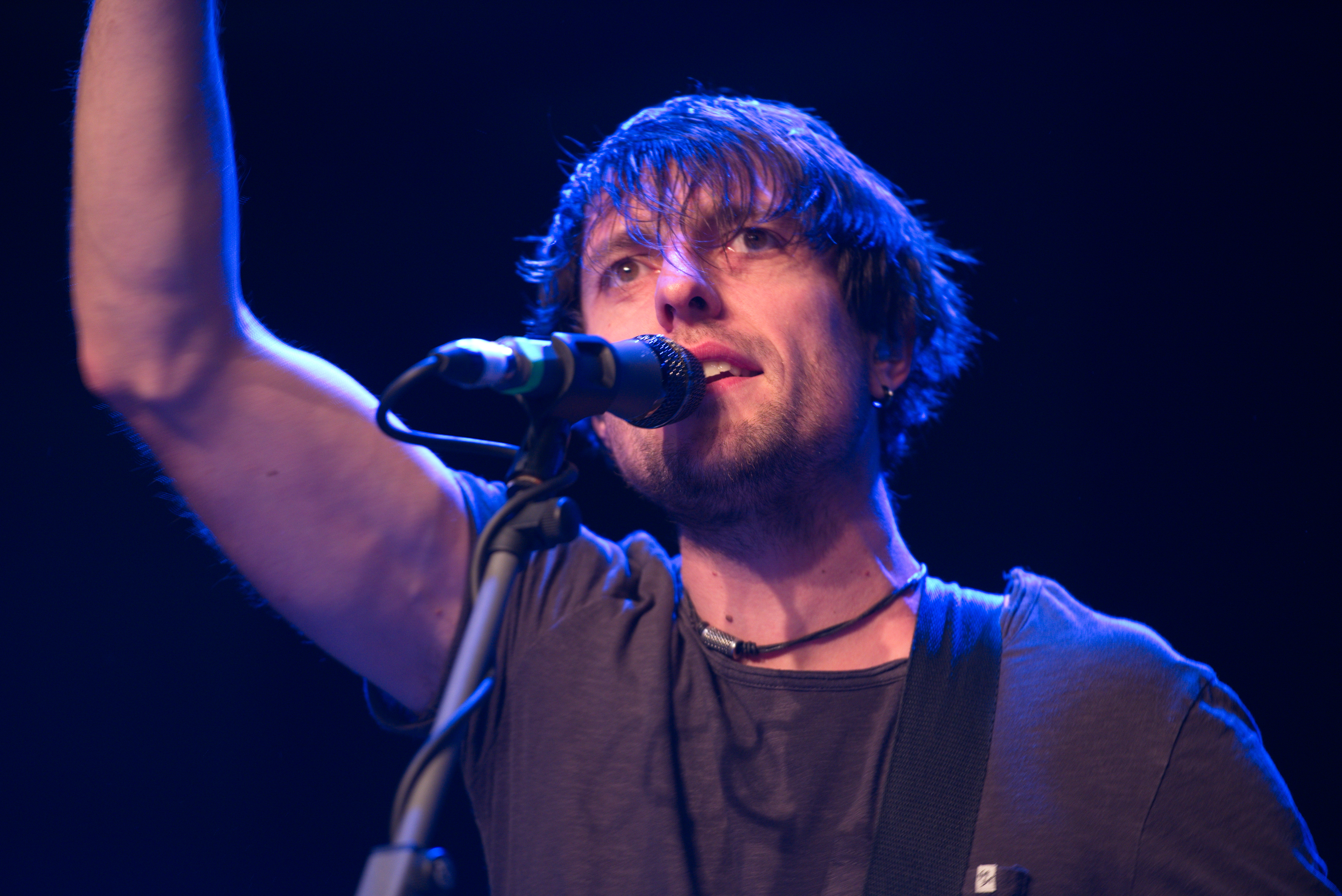
Sibbi (Sebastian Hafner), en 2016.

Après quelques visites en Irlande et en Suède au début de 2010, le groupe écrit de nouvelles chansons et complète un quatrième album. Ils annoncent un single intitulé Why Still Bother, pour lequel un clip a été filmé en collaboration avec l'organisation Whale and Dolphin Conservation Society pour la défense des êtres marins, et qui a été publié le 21 octobre 2010. 
Le 31 janvier 2011, Itchy Poopzkid annonce sur son site web le départ du batteur Tobias Danne. Il est remplacé par un ami de longue date, Max Zimmer. Le 25 février 2011, l'album Lights Out London, est publié au label Findaway Records. Sous ce label, ils rééditeront leurs trois premiers albums qui s'accompagnent de quelques titres bonus inédits.
Après avoir atteint la 35e place des classements locaux avec l'album Lights Out London, le groupe tourne entre mars et mai en Allemagne, en Autriche et en Suisse. Ils joueront aussi avec Attack! Attack!. La chanson The Living, issue de l'album Dead Serious devient en été 2011 la chanson thème de la campagne publicitaire de la marque de voiture Suzuki. 

### Ports and Chords(2013)
Le 25 janvier 2013, leur nouvel album, Ports and Chords, est publié ua label Findaway Records, et atteint la 27e place des classements allemands. L'album fait participer Charlotte Cooper (The Subways) et Guido Knollmann (Donots). Entre mars et avril, le groupe part en tournée en soutien à MxPx et Marathonmann. Ils tournent aussi les clips de We Say So, I Believe et The Pirate Song. Itchy Poopzkid joue à plusieurs festivals au cours de 2013.

### Six(depuis 2014)

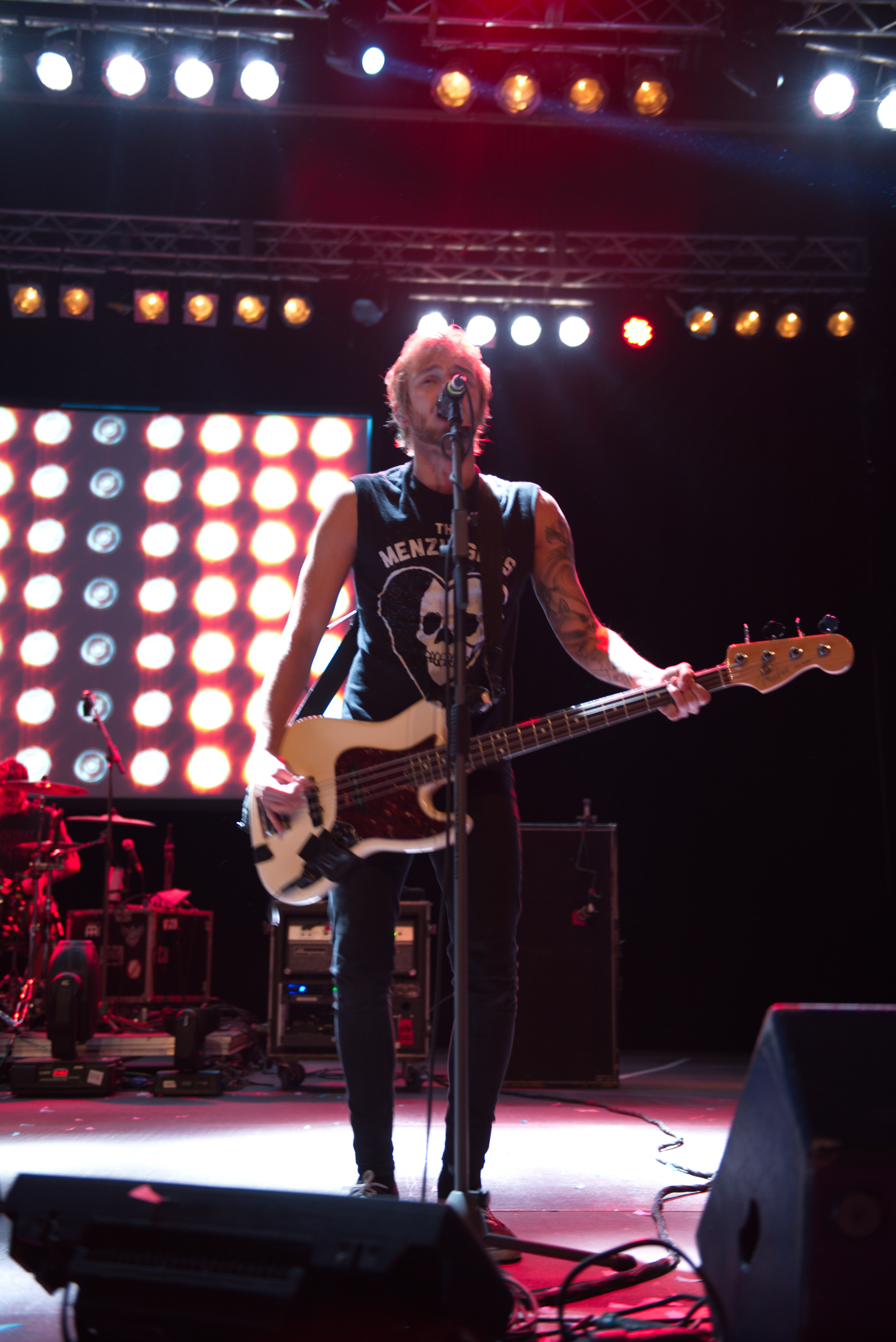
Itchy Poopzkid.

Le groupe passe toute l'année 2014 à l'écriture de chansons et d'enregistrements en studio pour leur sixième album. Celui-ci intitulé Six est publié le 10 avril 2015 en format digipack. En décembre 2014, le groupe publie le clip de la chanson Out There. Six atteint la cinquième place des classements allemands.
En octobre et novembre 2015, le groupe effectue une grande tournée à travers l'Allemagne, l'Autriche et la Suisse, avec 24 concerts. Après une courte visite en République tchèque, une autre grande tournée de concert s'effectue dans les pays germanophones, et le groupe participe à de nombreux festivals européens en 2016. Le 7 avril 2017, le groupe sort le premier single d'un nouvel album à paraître cette année.

## Membres

### Membres actuels
- Sebastian « Sibbi » Hafner - chant, guitare, basse (depuis 2000)
- Daniel « Panzer » Friedl - chant, basse (depuis 2000)
- Max Zimmer batterie (depuis 2011)

### Ancien membre
- Tobias « Saikov » Danne - batterie (2000–2011)

## Discographie

### Albums studio
- 2005 : Heart to Believe
- 2007 : Time to Ignite
- 2009 : Dead Serious
- 2011 : Lights Out London
- 2013 : Ports and Chords
- 2015 : Six
- 2017 : "All We Know"

### EP
- 2001 : Two Thumbs Down (démo)
- 2003 : … Having a Time! (démo)

### Album live
- 2004 : Fuck-Ups … Live! (Eigenregie)

### Singles
- 2005 : Say No
- 2007 : Silence Is Killing Me
- 2007 : And I'll Walk Away
- 2007 : You Don't Bring Me Down
- 2009 : The Living
- 2009 : Pretty Me
- 2009 : The Lottery
- 2011 : Why Still Bother
- 2011 : Down Down Down
- 2011 : It’s Tricky (reprise de Run-DMC)
- 2012 : We Say So
- 2013 : I Believe
- 2013 : The Pirate Song (feat. Guido (Donots))
- 2013 : Tonight
- 2014 : Out There
- 2015 : Dancing in the Sun
- 2015 : Kings and Queens
- 2017 : Nothing
- 2017 : "Keep It Real"
- 2017 : "Fall Apart"